# Gordon Shedden
Gordon Shedden född 15 februari 1979 i Edinburgh, är en brittisk racerförare. Shedden tävlar i en Audi RS3 för Team WRT i WTCR.
Han har tidigare kört Honda Civic för Halfords Yuasa Racing i BTCC med stor framgång och är trefaldig BTCC-mästare. Han vann mästerskapstiteln 2012, 2015 och 2016.